# Глідден (Техас)
Глідден (англ. Glidden) — переписна місцевість (CDP) в США, в окрузі Колорадо штату Техас. Населення — 741 особа (2020).

## Географія
Глідден розташований за координатами 29°41′53″ пн. ш. 96°35′5″ зх. д. / 29.69806° пн. ш. 96.58472° зх. д. (29.698160, -96.584859).  За даними Бюро перепису населення США в 2010 році переписна місцевість мала площу 2,60 км², з яких 2,58 км² — суходіл та 0,03 км² — водойми.

## Демографія
Згідно з переписом 2010 року, у переписній місцевості мешкала 661 особа в 213 домогосподарствах у складі 171 родини. Густота населення становила 254 особи/км².  Було 245 помешкань (94/км²).
Расовий склад населення:
| - 55,8 % — білих - 19,4 % — чорних або афроамериканців - 2,1 % — корінних американців - 1,7 % — азіатів - 20,4 % — осіб інших рас |

До двох чи більше рас належало 0,6 %. Частка іспаномовних становила 38,3 % від усіх жителів.
За віковим діапазоном населення розподілялося таким чином: 33,3 % — особи молодші 18 років, 57,3 % — особи у віці 18—64 років, 9,4 % — особи у віці 65 років та старші. Медіана віку мешканця становила 33,4 року. На 100 осіб жіночої статі у переписній місцевості припадало 96,1 чоловіків;  на 100 жінок у віці від 18 років та старших — 90,9 чоловіків також старших 18 років.
Середній дохід на одне домашнє господарство  становив 54 024 долари США (медіана — 52 153), а середній дохід на одну сім'ю — 54 507 доларів (медіана — 60 938). Медіана доходів становила 37 260 доларів для чоловіків та 27 554 долари для жінок. За межею бідності перебувало 9,0 % осіб, у тому числі 6,7 % дітей у віці до 18 років та 0,0 % осіб у віці 65 років та старших.
Цивільне працевлаштоване населення становило 156 осіб. Основні галузі зайнятості: сільське господарство, лісництво, риболовля — 26,9 %, освіта, охорона здоров'я та соціальна допомога — 24,4 %, роздрібна торгівля — 19,9 %.